# Inermocoelotes anoplus
Inermocoelotes anoplus es una especie de araña araneomorfa del género Inermocoelotes, familia Agelenidae. Fue descrita científicamente por Kulczyński en 1897.
Se distribuye por Austria, Italia, Eslovenia, Croacia y Serbia. El cuerpo del macho mide aproximadamente 11,5 milímetros de longitud y el de la hembra 8,2 milímetros.